# Bilade Xame

Bilade Xame no século IX

Bilade Xame ou Bilade Axame (em árabe: بِـلَاد الـشَّـام; romaniz.: Bilād Xām ou Bilād ax-Xām), cujo nome significava "Região à esquerda" em referência ao nascer do Sol, era o território administrado sucessivamente pelos Califados Ortodoxo (632–661), Omíada (661–750) e Abássida (750–1258). No início do período islâmico, correspondia o que no século XX, diplomática e politicamente, era a Grande Síria, que incluía as atuais Síria, Líbano, Jordânia, Israel e Cisjordânia e as províncias de Hatai, Gaziantepe e Diarbaquir, na Turquia. O seu nome ainda designava sua capital administrativa, Damasco.